# Cheb (distrito)
Cheb é um distrito da República Checa na região de Karlovy Vary, com uma área de 933 km² com uma população de 88.738 habitantes (2002) e com uma densidade populacional de 95 hab/km².

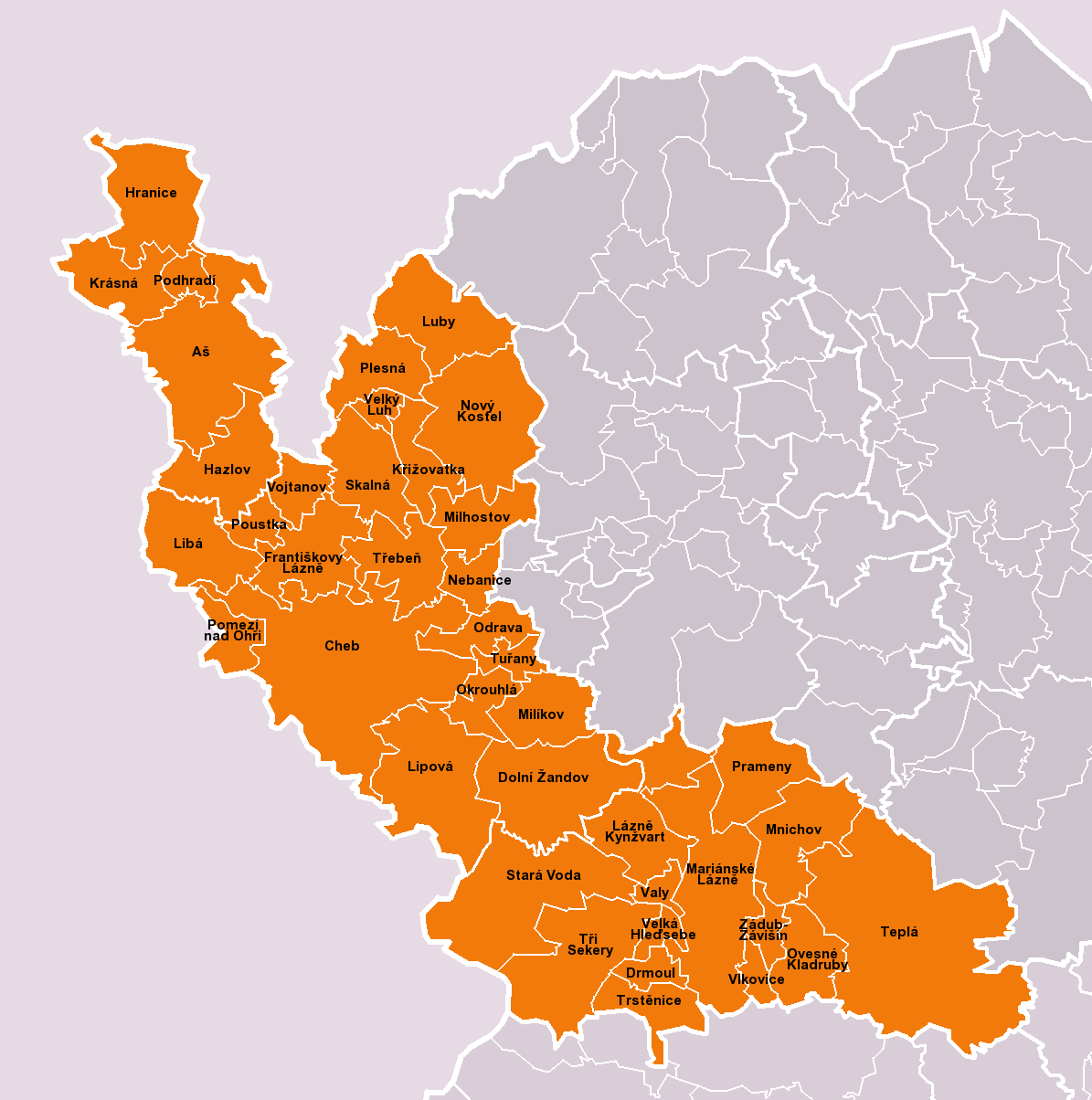